# 磐井郡
- 令制国一覧 > 東山道 > 陸中国 > 磐井郡
- 日本 > 東北地方 > 岩手県 > 磐井郡

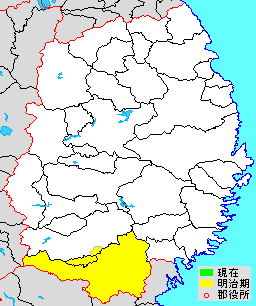
岩手県磐井郡の範囲

磐井郡（いわいぐん）は、岩手県（陸奥国・陸中国）にあった郡。

## 郡域
1878年（明治11年）に行政区画として発足した当時の郡域は、現在の一関市・西磐井郡平泉町および奥州市の一部（前沢生母）にあたる。

## 歴史

### 近代以前の沿革
- 802年（延暦21年）坂上田村麻呂は造胆沢城使として、胆沢城の造営を開始、同時に周辺地域の支配体制を確立。804年(延暦23年)に磐井・胆沢・江刺の「胆沢三郡」が成立した。10世紀、磐井郡は国府多賀城領に編入された[1]。
- 奥州合戦以降、豊臣秀吉の奥州仕置まで、奥州総奉行に任じられた葛西氏の領地となる。

### 近代以降の沿革
- 1591年（天正19年）に伊達政宗の所領となり、江戸時代を通じて仙台藩およびその支藩である一関藩の所領であった。磐井郡は86か村を擁する大郡であったため、これを東山・西岩井・流の三区に分割した。「旧高旧領取調帳」によると、幕末時点では陸奥国に所属し、49村が仙台藩領、37村が一関藩領であった。

#### 後の東磐井郡域
所属町村の変遷は東磐井郡#郡発足までの沿革、を参照
- 磐井郡東山

（仙台藩領 34ヵ村）：舞草村、相川村、薄衣村、門崎村、松川村、長坂村、田河津村、曽慶村、大原村、渋民村、猿沢村、築館村、天狗田村、中川村、鳥海村、千厩村、濁沼村、黄海村、西口村、藤沢村、新沼村、増沢村、砂子田村、保呂羽村、大籠村、上折壁村、下折壁村、浜横沢村、釘子村、津谷川村、小島村、長部村、赤生津村、母体村
（一関藩領 12ヵ村）：徳田村、南小梨村、北小梨村、清水馬場村、金田村、熊田倉村、上奥玉村、中奥玉村、下奥玉村、寺沢村、摺沢村、仏坂村

#### 後の西磐井郡域
所属町村の変遷は西磐井郡#郡発足までの沿革を参照
- 磐井郡西岩井

（仙台藩領 13ヵ村）：山目村、中里村、赤荻村、前堀村、樋口村、細谷村、作瀬村、五串村、猪岡村、平泉村、中尊寺村、達谷村、戸河内村
（一関藩領 11ヵ村）：一関村、二関村、三関村、牧沢村、鬼死骸村、滝沢村、弧禅寺村、達古袋村、市野々村、上黒沢村、下黒沢村
- 磐井郡流

（仙台藩領 2ヵ村）：西永井村、東永井村
（一関藩領 14ヵ村）：金沢村、清水村、金森村、中村、上油田村、下油田村、蝦島村、涌津村、男沢村、峠村、日形村、富沢村、楊生村、奈良坂村

#### 明治維新以降
- 明治元年
  - 9月24日（1868年11月8日） - 仙台藩主伊達慶邦が薩長軍に降伏。全領土62万石を没収される。
  - 12月7日（1869年1月19日） - 陸奥国が分割され、本郡は陸中国の所属となる。
  - 12月23日（1869年2月4日） - 仙台藩領49か村および一関藩領のうち東山・流26か村が上野沼田藩取締地となる。
- 明治2年
  - 2月30日（1869年4月11日） - 沼田藩取締地が上野前橋藩取締地となり（ただし、旧・一関藩領26か村は前橋藩の取締から除かれる）、伊沢県を称する[2]。
  - 3月 - 磐城平藩主安藤信勇が平から千厩に転封され、東山のうち36か村を領す。
  - 3月14日（1869年4月25日） - 旧・一関藩領東山のうち7か村（上奥玉・中奥玉・下奥玉・北小梨・南小梨・摺沢・寺沢）が伊沢県の管轄となる。
  - 8月3日（1869年9月8日） - 安藤信勇が旧領への復帰を許され、東山のうち36村は伊沢県の管轄下に戻される。
  - 8月18日（1869年9月23日） - 胆沢県が発足し、伊沢県域を管轄。
- 明治4年
  - 7月14日（1871年8月19日） - 廃藩置県により、藩領が一関県（第1次）となる。
  - 11月2日（1871年12月13日） - 第1次府県統合により、全域が一関県（第2次）の管轄となる。
  - 12月13日（1872年1月22日） - 一関県（第2次）が水沢県に改称。
- 明治8年（1875年）11月22日 - 水沢県が磐井県に改称。
- 明治9年（1876年）4月18日 - 第2次府県統合により岩手県の管轄となる。
- 明治11年（1878年）11月26日 - 郡区町村編制法の岩手県での施行により、行政区画としての磐井郡が発足。
- 明治12年（1879年）1月4日 - 分割され、東山34村の区域をもって東磐井郡が、西岩井・流26村の区域をもって西磐井郡がそれぞれ発足。同日磐井郡廃止。

## 行政
歴代郡長
| 代 | 氏名 | 就任年月日                 | 退任年月日               | 備考                 |
| -- | ---- | -------------------------- | ------------------------ | -------------------- |
| 1  |      | 明治11年（1878年）11月26日 | 明治12年（1879年）1月3日 | 分割により磐井郡廃止 |